# Фортескью (род)
Фортескью (англ. Fortescue) — старинная английская дворянская фамилия, графский род (пэрство Великобритании)

## История
Их предок Ричард Сильный, по преданию, спас на Гастингском поле жизнь нормандского герцога Вильгельма Завоевателя. Одним из его потомков был юрист сэр Джон Фортескью. Внучатым племянником сэра Джона был сэр Адриан Фортескью, признанный Римско-католической церковью мучеником и блаженным.
Вторым сыном сэра Джона был Мартин Фортескью (? — 1472). Его потомком в 9-м поколении был Хью (1696—1751), носивший с 1720/1 года титул 14-го барона Клинтона. Ему в 1749-м были пожалованы титулы 1-го графа Клинтона и 1-го барона Фортескью. После смерти Хью, не имевшего потомства, титул графа Клинтона закончился, титул барона Клинтона оказался в неопределённости (into abeyance), а титул барона Фортескью, имевший специальное примечание, унаследовал единокровный брат покойного — Мэттью, 2-й барон Фортескью (1719—1785). Его старший сын Хью, 3-й барон Фортескью (1753—1841) в 1789 году был пожалован графским титулом.
Его старший сын Хью Фортескью, 2-й граф Фортескью (1783—1861), в 1804 году был вызван как виконт Эбрингтон в Палату лордов, где заседал в рядах вигов. В 1831—32 годах он принимал деятельное участие в проведении билля о реформе, а в 1839—41 годах был лордом-лейтенантом Ирландии (во время 2-го министерства виконта Мельбурна).
Его старший сын, Хью Фортескью, 3-й граф Фортескью (1818—1905), в 1841 году избран в Палату общин, где заседал в рядах либералов; в 1859 году, ещё при жизни отца возведённый в достоинство пэра, перешёл в палату лордов. В 1865—66 годах во время министерства Рассела был министром по делам Ирландии. Написал несколько политических брошюр; важнейшая из них — «Public Schools for the middle classes» (Лондон, 1864).
- Хью Фортескью, 4-й граф Фортескью (16 апреля 1854 — 29 октября 1932), старший сын предыдущего.
- Хью Уильям Фортескью 5-й граф Фортескью (14 июня 1888 — 14 июня 1958), старший сын предыдущего.
- Дензел Джордж Фортескью, 6-й граф Фортескью (13 июня 1893 — 1 июня 1977), младший брат предыдущего.
- Ричард Арчибальд Фортескью, 7-й граф Фортескью (14 апреля 1922 — 7 марта 1993), старший сын предыдущего.
- Чарльз Хью Фортескью, 8-й граф Фортескью (род. 10 мая 1951), единственный сын предыдущего от 1-го брака.
  - Наследник: Джон Эндрю Фрэнсис Фортескью (род. 27 марта 1955), старший сын достопочтенного Мартина Дензила Фортескью (1924—2005), внук 6-го графа Фортескью, двоюродный брат предыдущего.
    - Наследник наследника: Томас Эдмунд Горацио Фортескью (род. 1993), старший сын предыдущего.

## Другие известные представители семьи Фортескью
- Достопочтенный Джордж Мэтью Фортескью (1791—1877) — второй сын 1-го графа, депутат Палаты общин от Хиндона
- Достопочтенный Джон Фортескью (1819—1859) — второй сын 2-го графа, член Палаты общин от Барнстапла
- Достопочтенный Дадли Фортескью (1820—1909) — третий сын 2-го графа, депутат Палаты общин от Эндовера
- Достопочтенный сэр Джон Сеймур Фортескью (1856—1942) — второй сын 3-го графа, капитан королевского флота и сержант Палаты лордов
- Достопочтенный Артур Гренвилл Фортескью (1858—1895) — четвёртый сын 3-го графа, капитан британской армии, дед Артура Генри Гренвилла Фортескью (1913—2005), бригадного генерала.
- Достопочтенный сэр Джон Уильям Фортескью (1859—1933) — пятый сын 3-го графа, майор британской армии, британский военный историк
- Достопочтенный Чарльз Гренвилл Фортескью (1861—1951) — шестой сын 3-го графа, бригадный генерал британской армии.

К младшей линии этой же фамилии принадлежат Чичестер Паркинсон-Фортескью, 1-й и последний барон Карлингфорд (1823—1898) и его сестра Гарриет Анджелина Фортескью (1825—1889) — они были потомками упомянутого выше Мартина Фортескью (? — 1472) в 12-м поколении (то есть, их двенадцатиюродным братом был Хью, 3-й граф Фортескью).